# JP (ものまねタレント)
JP（ジェーピー、1983年（昭和58年）7月31日 - ）は、日本のものまねタレント。本名は前坂 淳平（まえさか じゅんぺい）。滋賀県八日市市（現・東近江市）出身。血液型O型。研音所属。

## 来歴
1983年、男三人兄弟の長男として生まれ、幼少期はおばあちゃん子で、田舎の自宅には祖母が管理する牛・豚・鶏の動物舎があった。小学校時代は、田圃に突き落とされる・用水路の水を飲まされるなどのいじめに遭い、学校に馴染めなかったことで友達が出来ず、学校終わりは動物舎の動物に向かってモノマネをしていた。状況を一転すべく、中学で先生のモノマネで笑いを獲ることで殴られなくなったという経験を持つ。ただ、同じネタでは飽きられてしまうため、先生以外にもウルトラマンや長瀬智也など、レパートリーを増やしていったという。中学校では、合計500点満点のテストで100点に満たないほど勉強が苦手だったが、帰り間際の掃除の時間で、他の生徒がだらけながらやっているところを、一人真面目にこなしていたことで「掃除推薦」の名目で八日市南高校の農業科に入学できた。
入学した高校にヤンキーが多く、自身が好んで聴いていたビジュアル系のCDをヤンキーに割られ、山嵐の「BOXER'SROAD」を聴いて歌詞まで覚えないと殴られるような環境で過ごし、実際に覚えたが「お前凄いのぉ。肩パンさせろや」と結局殴られる始末となってしまった。クラスでは、人気者の人物が体育や国語の先生のモノマネをする中、誰も目を付けていない美術の先生のモノマネをしていたが、教壇の前でやるとヤンキーにど突かれるため、2人の友達と掃除用具入れの前に集まって披露していた。学生時代はSEX MACHINEGUNSとポケットモンスターに傾倒していた。
高校を卒業後、「声優はモノマネが出来ればなれる」と思い、声優養成所に2年間通い卒業はしたが、結局は声でする芝居の仕事だから無理だと諦めた。だが、養成所の環境はオタクが多くて居心地が良かったという。
その後、NSC大阪校に27期生として入学。漫才を主としていたが、モノマネも続けており「博士と助手〜細かすぎて伝わらないモノマネ選手権〜」のような設定ものまねを行っていた。高田健志と出会いコンビを結成する（コンビ名はプリティプリンセス）。コンテスト等で結果を残していたが、出場していた大会の決勝の当日に高田を残し失踪。その後高田はピン芸人としての道は歩むことなく芸人を引退し一般職に就職した。コンビの解散と同時期にNSCを中退したが、芸人自体を辞めるつもりは無かった。ワタナベエンターテインメントの養成所設立に伴う1期生募集の要項を見つけたが、NSC中退直後で資金が無かったため、ダイハツ工業に半年間勤務して上京資金を貯めて滋賀から上京。ワタナベの養成所は中退することなく卒業し、在学中にくりぃむしちゅーがMCの番組オーディションに受かり「GACKTの砲丸投げ」というネタで、養成所の同期の中で最も早くテレビ出演を果たした。
一時期はワタナベに仮所属していたが、事務所から「モノマネの売り方が分からない」と言われ、結局正式な所属はせず2002年にフリーのものまねタレントとしてデビュー。当初はテレビのオーディションには落ち続け、ショーパブなどで腕を磨いていたという。この間に『R-1グランプリ』（関西テレビ）への出場経験があり、2007年には準決勝に進出している。デビューから10年ほど経ってから、松本人志（ダウンタウン）のものまね等で徐々にテレビに出演できるようになり、その後は日本テレビ『ものまねグランプリ』などの番組常連となる。
2018年12月1日より、研音に所属。所属タレントの大半が俳優である研音にものまねタレントが所属するのは初めてであり、お笑いタレントの所属も稀であるという。
2016年8月4日放送の読売テレビ『ダウンタウンDX』で、浜田雅功（ダウンタウン）のものまねをレパートリーに持つ山本高広と共に、本人たちの前でダウンタウンのものまねを初披露したが、本人たちには予告をしない形で登場したため、本番前に挨拶等は出来なかった。
その後、日本テレビ『行列のできる法律相談所』で長瀬智也が「会いたい芸人」にJPを指名し、スタジオで長瀬本人の前でものまねを披露したり、松本人志と間宮祥太朗が出演するタウンワークのCMに起用されたりとメディアへの露出はあったが、仕事の増加には繋がらなかったという。
2022年1月30日放送のフジテレビ『ワイドナショー』で、松本が新型コロナウイルス感染者との濃厚接触の疑いで番組を欠席した際、松本が収録前日にTwitter上でJPを「代役」として指名した。原口あきまさ（同じくTwitter上で東野幸治が自身の代役として指名）とともに番組本編オープニングにて、ほぼアドリブの番組のパロディコントを披露した。
その4日後のTBS『ラヴィット!』に、新型コロナウイルス感染で欠席したMCの川島明（麒麟）の代役を務めた。
同年12月5日に発表された「Yahoo!検索大賞2022」のお笑い部門で第1位を獲得した。
同年12月9日放送のフジテレビ『ものまね王座決定戦』に初出場。GACKTの「12月のLove song」の歌まねで予選ラウンド975点の高得点も、決勝進出圏内の上位8人に残れず決勝進出を逃した（JPの順位はみはると並んで10位タイ）。

## 人物
- JPのものまねのレパートリーは幅広く、動物の鳴き声や花火の音、映画の効果音などの人間以外の声帯模写なども得意である。
- おばあちゃん子であったため、子供の頃に観ていたテレビドラマは必殺シリーズ、赤かぶ検事、『はぐれ刑事純情派』、『暴れん坊将軍』等で、最初にものまねした有名人も『裸の大将放浪記』の芦屋雁之助（山下清）とのこと。
- 英語が苦手。"HOUSE"を「ホテル」、"PULL"を「プール」、"CAR"を「キャー」と読んで意味がわからないなどの様子がそれって!?実際どうなの課で放送された。

## ものまねレパートリー
- 哀川翔
- 明石家さんま
- あばれる君
- アンガールズ
- 生田斗真
- 石川進
- 石橋貴明（とんねるず）
- 伊藤俊介（オズワルド）
- 稲垣吾郎
- 稲田直樹（アインシュタイン）
- 井上裕介（NON STYLE）
- 岩尾望（フットボールアワー）
- 伊勢谷友介
- 市川猿之助
- 柄本明
- 小沢一敬（スピードワゴン）
- お見送り芸人しんいち
- 大沢樹生
- 太田光（爆笑問題）
- 岡田圭右（ますだおかだ）
- 風間俊介
- 神波憲人（野猿）
- GACKT
- 春日俊彰（オードリー）
- 片岡愛之助
- 加藤一二三
- 香取慎吾
- 兼近大樹（EXIT）
- 狩野英孝
- 亀田史郎
- 河合郁人（A.B.C-Z）
- 川島明（麒麟）
- 香川照之
- 北村一輝
- 木下ほうか
- 京本政樹
- 桐谷健太
- 黒田有（メッセンジャー）
- 窪塚洋介
- 草彅剛
- 久保田かずのぶ（とろサーモン）
- クロちゃん（安田大サーカス）
- 劇団ひとり
- ケンドーコバヤシ
- 小池徹平
- 小島よしお
- 小林克也
- 小宮浩信（三四郎）
- 小籔千豊
- 堺雅人
- 坂井良多（鬼越トマホーク）
- 坂口健太郎
- ささきいさお
- 佐々木蔵之介
- 佐藤勝利（Sexy Zone）
- 佐藤哲夫（パンクブーブー）
- サンシャイン池崎
- 設楽統（バナナマン）
- 霜降り明星
- 柴田英嗣（アンタッチャブル）
- 志村けん（ザ・ドリフターズ）
- 笑福亭仁鶴
- 笑福亭鶴瓶
- 城田優
- 菅井きん
- ダウンタウン
- 髙田明
- 高橋一生
- 武田鉄矢
- 竹原芳子
- 玉木宏
- ダルビッシュ有
- 千原兄弟
- 長州力
- チョコレートプラネット
- 津田篤宏（ダイアン）
- 堤真一
- デーモン閣下
- 哲夫（笑い飯）
- 出川哲朗
- 富澤たけし（サンドウィッチマン）
- トレンディエンジェル
- 内藤剛志
- 礼二（中川家）
- 長瀬智也
- 中田敦彦（オリエンタルラジオ）
- 永野
- 中山秀征
- ナダル（コロコロチキチキペッパーズ）
- 南海キャンディーズ
- 西川貴教（T.M.Revolution）
- 西田敏行
- 野田クリスタル（マヂカルラブリー）
- 脳みそ夫
- 博多大吉（博多華丸・大吉）
- 橋本直（銀シャリ）
- 濱家隆一（かまいたち）
- ハリー杉山
- ハリウッドザコシショウ
- 東ブクロ（さらば青春の光）
- ピース
- HIKAKIN
- 東野幸治
- ヒデ（ペナルティ）
- ひょっこりはん
- 福士蒼汰
- 福田充徳（チュートリアル）
- 福徳秀介（ジャルジャル）
- 藤原竜也
- ブラザー・コーン
- ぺこぱ
- ほいけんた
- 松重豊
- 桝太一
- 増田貴久（NEWS）
- 松田大輔（東京ダイナマイト）
- Matt
- 松本潤（嵐）
- 溝端淳平
- 三宅健
- 宮田俊哉（Kis-My-Ft2）
- 美輪明宏
- 村上信五（関ジャニ∞）
- 村本大輔（ウーマンラッシュアワー）
- 向井理
- 森且行
- 山崎育三郎
- 山下健二郎（三代目J Soul Brothers）
- YOU
- 夢屋まさる
- 吉田敬（ブラックマヨネーズ）
- 吉田裕
- 吉村崇（平成ノブシコブシ）
- 和牛
- 若井おさむ
- 渡部建 ほか多数

## 出演

### テレビ番組
- おはスタ（テレビ東京） - 「おはスタポケモン部」のコーナーに半年間レギュラー出演
- ものまねグランプリ（日本テレビ）
- 千原ジュニアの座王（関西テレビ） - 不定期出演
- 今夜はナゾトレ（フジテレビ） - 不定期出演
- どどどどっとJP（さくらんぼテレビ） - 2022年10月スタート。毎月第1土曜。初の冠番組

### テレビドラマ
- 私のおじさん〜WATAOJI〜（2019年、テレビ朝日） - 芸人・パウダー[8]
- ザ・リアリティ・ショー～突然コマーシャルドラマ2～（2019年4月20日、フジテレビ） - 「ザ・リアリティーショー」の進行 役[12]
- Heaven? 〜ご苦楽レストラン〜（2019年、TBSテレビ） - 鷲田義男 役
- 仮面ライダーゼロワン 第6話（2019年10月6日、テレビ朝日） - 司会者 役
- 警視庁・捜査一課長 Season6 第9話（2022年6月9日、テレビ朝日） - 洗井竜太郎 役[13]
- トクメイ!警視庁特別会計係（2023年10月16日 - 12月25日、関西テレビ・フジテレビ） - 大竹浩介 役[14]
- 鬼平犯科帳 SEASON1 本所・桜屋敷（2024年1月8日、時代劇専門チャンネル） - 無頼の頭 役　※前坂淳平名義[15]
- 特捜9（2024年） - 風戸達行 役
- 正直不動産ミネルヴァ Special（2025年2月5日、NHK BS） - 塚原進一郎 役[16]
- イグナイト -法の無法者- 第5話（2025年5月16日、TBS） - 今井俊彰 役[17]

### 映画
- シルバー假面（2006年12月23日公開、ジェネオンエンタテインメント）

### ラジオ番組
- 土曜の化け者（2021年12月4日 -2022年6月26日 、市川うららFM）[18]
- どよめく化け者（2022年7月3日 - 、市川うららFM・FMラジオ川越・FM千里）[18]

### テレビCM
- タウンワーク（リクルートジョブズ） - 偽神様 役